# Tipping the Velvet (mini-série)
Pour les articles homonymes, voir Velvet.
Cet article concerne la mini-série inspirée du livre. Pour le roman de Sarah Waters, voir Caresser le velours.
Tipping the Velvet est une mini-série britannique réalisée par Geoffrey Sax d'après le roman éponyme de Sarah Waters, diffusée sur BBC Two en 2002. 

## Historique
Le roman de Sarah Walters est paru en 1998. La mini-série, sur un scénario écrit par Andrew Davies, compte trois épisodes produit par la BBC.

## Synopsis
Le récit raconte la découverte du saphisme par une jeune fille (Nancy) qui s'éprend d'une actrice de music-hall (Kitty) dans l'Angleterre victorienne de la fin du XIXe siècle.

### Épisode 1
9 octobre 2002

### Épisode 2
16 octobre 2002

### Épisode 3
23 octobre 2002

## Fiche technique
- Titre : Tipping the Velvet
- Réalisateur : Geoffrey Sax
- Productrice : Georgina Lowe
- Scénario : Andrew Davies
- Roman : Caresser le velours de Sarah Waters
- Format : Couleurs
- Durée : 177 minutes les 3 parties
- Pays : Royaume-Uni
- Date de sortie :
  -  Royaume-Uni : 9 octobre 2002
  -  Canada : 8 novembre 2002
  -  Espagne : 7 mars 2003
  -  Belgique : 16 novembre 2004

## Distribution par épisode
| Acteur/Actrice   | Personnage           | 1.1 | 1.2 | 1.3 |
| ---------------- | -------------------- | --- | --- | --- |
| Rachael Stirling | Nancy « Nan » Astley | Oui | Oui | Oui |
| Keeley Hawes     | Kitty Butler         | Oui | Oui | Oui |
| John Bowe        | Walter Bliss         | Oui | Oui |     |
| Bernice Stegers  | Mrs Denby            | Oui | Oui |     |
| Alexei Sayle     | Charles Frobisher    | Oui |     | Oui |
| Anna Chancellor  | Diana Lethaby        |     | Oui | Oui |
| Jodhi May        | Florence Banner      |     | Oui | Oui |
| Sally Hawkins    | Zena Blake           |     | Oui | Oui |
| Sara Stockbridge | Dickie               |     | Oui | Oui |
| Janet Henfrey    | Mrs Jex              |     | Oui | Oui |
| Di Botcher       | femme au cigare      |     | Oui | Oui |